# جایزه بزرگ میامی ۲۰۲۲
جایزه بزرگ میامی ۲۰۲۲ (که به‌طور رسمی با نام فرمول ۱ کریپتو.کام جایزه بزرگ میامی ۲۰۲۲ شناخته می‌شود) یک مسابقه اتومبیل‌رانی فرمول یک است که در تاریخ ۸ مه ۲۰۲۲ در پیست اتومبیل‌رانی بین‌المللی میامی در میامی گاردنز، فلوریدا، ایالات متحده برگزار می‌شود. این مسابقه اولین دوره جایزه بزرگ میامی و پنجمین دور از مسابقات فرمول یک فصل ۲۰۲۲ است.
ماکس فرستاپن این مسابقه را پیش از شارل لکلرک، رهبر قهرمانی رانندگان که در رتبه دوم و هم‌تیمی او کارلوس ساینز در رتبه سوم قرار گرفتند، برنده شد. فرستاپن همچنین سریع‌ترین دور را ثبت کرد.

## زمینه

### جدول رده‌بندی قهرمانی قبل از مسابقه
شارل لکلرک پس از دور چهارم در امیلیا رومانیا، با ۸۶ امتیاز و ۲۷ امتیاز بالاتر از ماکس فرستاپن در رتبه دوم و سرجیو پرز با ۵۴ امتیاز 
در رتبه سوم، صدرنشین جدول قهرمانی رانندگان است. در جدول قهرمانی سازندگان، فراری با ۱۲۴ امتیاز صدرنشین است. ردبول ریسینگ با ۱۱۳ امتیاز و مرسدس با ۷۷ امتیاز در رده دوم و سوم قرار دارند.

### شرکت کنندگان
رانندگان و تیم‌ها همان لیست ورود به فصل هستند و هیچ راننده دیگری برای مسابقه حضور ندارد.

### انتخاب تایر
تأمین کننده تایر پیرلی ترکیبات سی۲، سی۳ و سی۴ (به ترتیب سخت، متوسط و نرم) را برای استفاده تیم‌ها در مسابقه اختصاص داده‌است.

## تمرین
قرار است سه جلسه تمرینی برای این جایزه بزرگ برگزار شود که هر جلسه یک ساعت طول می‌کشد. اولین و دومین جلسه تمرین روز جمعه ۶ مه در ساعت ۱۴:۳۰ و ۱۷:۳۰ به وقت محلی (یوتی‌سی ۴:۰۰-) و سومین جلسه تمرین در ۷ مه ساعت ۱۳:۰۰ به وقت محلی برگزار می‌شود.
در تمرین اول، شارل لکلرک جلوتر از جورج راسل و ماکس فرستاپن، که مشکل گرمای بیش از حد داشتند، سریع‌ترین زمان را ثبت کرد. در تمرین دوم، راسل سریع‌ترین دور را بالاتر از لکلرک و پرز ثبت کرد. در تمرین سوم، پرز اول شد و لکلرک و فرستاپن دوم و سوم شدند. در هر تمرین یک تصادف و پرچم قرمز وجود داشت. در تمرین اول، والتری بوتاس در پیچ ۷ تصادف کرد،  در حالی که کارلوس ساینز و استابان اوکون هر دو به ترتیب در تمرین دوم و سوم در پیچ ۱۴ به مانع بتنی برخورد کردند.

## تعیین خط
تعیین خط ساعت ۱۶:۰۰ به وقت محلی در تاریخ ۷ مه برگزار شد.

### گزارش تعیین خط
لکلرک و ساینز ردیف اول را برای فراری کسب کردند، اولین بار پس از جایزه بزرگ مکزیک ۲۰۱۹، و همچنین اولین بار در جایزه بزرگ ایالات متحده از زمان رویداد ۲۰۰۶ در ایندیاناپولیس موتور اسپیدوی. پشت سر آنها رانندگان ردبول، فرستاپن و پرز و بوتاس از آلفارومئو در رده سوم تا پنجم قرار گرفتند. لانس استرول و سباستین فتل که به ترتیب رتبه‌های ۱۰ و ۱۳ را کسب کردند، پس از مشکل دمای سوخت، مسابقه را از پیت‌لین آغاز کردند.

### رده‌بندی تعیین خط
| جایگاه              | راننده         | شماره | تیم                   | زمان‌ها    | زمان‌ها    | زمان‌ها    | نوبت نهایی |
| جایگاه              | راننده         | شماره | تیم                   | مرحله اول | مرحله دوم | مرحله سوم | نوبت نهایی |
| ------------------- | -------------- | ----- | --------------------- | --------- | --------- | --------- | ---------- |
| ۱                   | شارل لکلرک     | ۱۶    | فراری                 | ۱:۲۹٫۴۷۴  | ۱:۲۹٫۱۳۰  | ۱:۲۸٫۷۹۶  | ۱          |
| ۲                   | کارلوس ساینز   | ۵۵    | فراری                 | ۱:۳۰٫۰۷۹  | ۱:۲۹٫۷۲۹  | ۱:۲۸٫۹۸۶  | ۲          |
| ۳                   | ماکس فرستاپن   | ۱     | ردبول ریسینگ-آربی‌پی‌تی | ۱:۲۹٫۸۳۶  | ۱:۲۹٫۲۰۲  | ۱:۲۸٫۹۹۱  | ۳          |
| ۴                   | سرجیو پرز      | ۱۱    | ردبول ریسینگ-آربی‌پی‌تی | ۱:۳۰٫۰۵۵  | ۱:۲۹٫۶۷۳  | ۱:۲۹٫۰۳۶  | ۴          |
| ۵                   | والتری بوتاس   | ۷۷    | آلفارومئو-فراری       | ۱:۳۰٫۸۴۵  | ۱:۲۹٫۷۵۱  | ۱:۲۹٫۴۷۵  | ۵          |
| ۶                   | لوییس همیلتون  | ۴۴    | مرسدس                 | ۱:۳۰٫۳۸۸  | ۱:۲۹٫۷۹۷  | ۱:۲۹٫۶۲۵  | ۶          |
| ۷                   | پیر گاسلی      | ۱۰    | آلفاتاوری-آربی‌پی‌تی    | ۱:۳۰٫۷۷۹  | ۱:۳۰٫۱۲۸  | ۱:۲۹٫۶۹۰  | ۷          |
| ۸                   | لاندو نوریس    | ۴     | مک‌لارن-مرسدس          | ۱:۳۰٫۷۶۱  | ۱:۲۹٫۶۳۵  | ۱:۲۹٫۷۵۰  | ۸          |
| ۹                   | یوکی سونودا    | ۲۲    | آلفاتاوری-آربی‌پی‌تی    | ۱:۳۰٫۴۸۵  | ۱:۳۰٫۰۳۱  | ۱:۲۹٫۹۳۲  | ۹          |
| ۱۰                  | لانس استرول    | ۱۸    | استون مارتین-مرسدس    | ۱:۳۰٫۴۴۱  | ۱:۲۹٫۹۹۶  | ۱:۳۰٫۶۷۶  | ۱۰         |
| ۱۱                  | فرناندو آلونسو | ۱۴    | آلپاین-رنو            | ۱:۳۰٫۴۰۷  | ۱:۳۰٫۱۶۰  | —         | ۱۱         |
| ۱۲                  | جورج راسل      | ۶۳    | مرسدس                 | ۱:۳۰٫۴۹۰  | ۱:۳۰٫۱۷۳  | —         | ۱۲         |
| ۱۳                  | سباستین فتل    | ۵     | استون مارتین-مرسدس    | ۱:۳۰٫۶۷۷  | ۱:۳۰٫۲۱۴  | —         | ۱۳         |
| ۱۴                  | دنیل ریکیاردو  | ۳     | مک‌لارن-مرسدس          | ۱:۳۰٫۵۸۳  | ۱:۳۰٫۳۱۰  | —         | ۱۴         |
| ۱۵                  | میک شوماخر     | ۴۷    | هاس-فراری             | ۱:۳۰٫۶۴۵  | ۱:۳۰٫۴۲۳  | —         | ۱۵         |
| ۱۶                  | کوین مگنوسن    | ۲۰    | هاس-فراری             | ۱:۳۰٫۹۷۵  | —         | —         | ۱۶         |
| ۱۷                  | گوانیو ژو      | ۲۴    | آلفارومئو-فراری       | ۱:۳۱٫۰۲۰  | —         | —         | ۱۷         |
| ۱۸                  | الکساندر آلبون | ۲۳    | ویلیامز-مرسدس         | ۱:۳۱٫۲۶۶  | —         | —         | ۱۸         |
| ۱۹                  | نیکلاس لطیفی   | ۶     | ویلیامز-مرسدس         | ۱:۳۱٫۳۲۵  | —         | —         | ۱۹         |
| زمان ۱۰۷٪: ۱:۳۷٫۷۳۷ |                |       |                       |           |           |           |            |
| -                   | استابان اوکون  | ۳۱    | آلپاین-رنو            | بدون زمان | —         | —         | ۲۰۱        |
| منابع:              |                |       |                       |           |           |           |            |

یادداشت‌ها
- ^ ۱ – استابان اوکون به دلیل تصادف در جلسه تمرین سوم در تعیین خط شرکت نکرد. او به صلاحدید استوارت‌ها اجازه مسابقه را به دست آورد.[۲۰]

## مسابقه
این مسابقه ساعت ۱۵:۳۰ به وقت محلی، در تاریخ ۸ مه طی ۵۷ دور برگزار شد.

### گزارش مسابقه
در اولین پیچ در شروع، فرستاپن از ساینز پیشی گرفت و به مقام دوم رسید و به لکلرک نزدیک شد، زمانی که لکلرک با لاستیک‌های متوسط(مدیوم) دست و پنجه نرم می‌کرد، در دور ۹ از او عبور کرد.

### رده‌بندی مسابقه
| جایگاه                                                                 | شماره | راننده         | سازنده                | دور | زمان        | امتیاز |
| ---------------------------------------------------------------------- | ----- | -------------- | --------------------- | --- | ----------- | ------ |
| ۱                                                                      | ۱     | ماکس فرستاپن   | ردبول ریسینگ-آربی‌پی‌تی | ۵۷  | ۱:۳۴:۲۴٫۲۵۸ | ۲۶۱    |
| ۲                                                                      | ۱۶    | شارل لکلرک     | فراری                 | ۵۷  | ۳٫۷۸۶+      | ۱۸     |
| ۳                                                                      | ۵۵    | کارلوس ساینز   | فراری                 | ۵۷  | ۸٫۲۲۹+      | ۱۵     |
| ۴                                                                      | ۱۱    | سرجیو پرز      | ردبول ریسینگ-آربی‌پی‌تی | ۵۷  | ۱۰٫۶۳۸+     | ۱۲     |
| ۵                                                                      | ۶۳    | جورج راسل      | مرسدس                 | ۵۷  | ۱۸٫۵۸۲+     | ۱۰     |
| ۶                                                                      | ۴۴    | لوییس همیلتون  | مرسدس                 | ۵۷  | ۲۱٫۳۶۸+     | ۸      |
| ۷                                                                      | ۷۷    | والتری بوتاس   | آلفارومئو-فراری       | ۵۷  | ۲۵٫۰۷۳+     | ۶      |
| ۸                                                                      | ۳۱    | استابان اوکون  | آلپاین-رنو            | ۵۷  | ۲۸٫۳۸۶+     | ۴      |
| ۹                                                                      | ۲۳    | الکساندر آلبون | ویلیامز-مرسدس         | ۵۷  | ۳۲٫۳۶۵+     | ۲      |
| ۱۰۲                                                                    | ۱۸    | لانس استرول    | استون مارتین-مرسدس    | ۵۷  | ۳۷٫۰۲۶+     | ۱      |
| ۱۱                                                                     | ۱۴    | فرناندو آلونسو | آلپاین-رنو            | ۵۷  | ۳۷٫۱۲۸+۳    |        |
| ۱۲                                                                     | ۲۲    | یوکی سونودا    | آلفاتاوری-آربی‌پی‌تی    | ۵۷  | ۴۰٫۱۴۶+     |        |
| ۱۳                                                                     | ۳     | دنیل ریکیاردو  | مک‌لارن-مرسدس          | ۵۷  | ۴۰٫۹۰۲+۴    |        |
| ۱۴                                                                     | ۶     | نیکلاس لطیفی   | ویلیامز-مرسدس         | ۵۷  | ۴۹٫۹۳۶+     |        |
| ۱۵                                                                     | ۴۷    | میک شوماخر     | هاس-فراری             | ۵۷  | ۱:۱۳٫۳۰۵+   |        |
| ۱۶۵                                                                    | ۲۰    | کوین مگنوسن    | هاس-فراری             | ۵۶  | بال جلو۶    |        |
| ۱۷۲۵                                                                   | ۵     | سباستین فتل    | استون مارتین-مرسدس    | ۵۴  | برخورد      |        |
| ب.                                                                     | ۱۰    | پیر گسلی       | آلفاتاوری-آربی‌پی‌تی    | ۴۵  | تعلیق       |        |
| ب.                                                                     | ۴     | لاندو نوریس    | مک‌لارن-مرسدس          | ۳۹  | برخورد      |        |
| ب.                                                                     | ۲۴    | گوانیو ژو      | آلفارومئو-فراری       | ۶   | نشت آب      |        |
| سریع‌ترین دور: ماکس فرستاپن (ردبول ریسینگ-آربی‌پی‌تی) - ۱:۳۱٫۳۶۱ (دور ۵۴) |       |                |                       |     |             |        |
| منابع:                                                                 |       |                |                       |     |             |        |

یادداشت‌ها
- ^ ۱ – یک امتیاز برای سریع‌ترین دور.[۲۴]
- ^ ۲ – لانس استرول و سباستین فتل به ترتیب رتبه‌های ۱۰ و ۱۳ را کسب کردند، اما آنها مسابقه را از پیت‌لین شروع کردند زیرا سوخت خودروی آن‌ها خیلی سرد بود. جای آن‌ها در جایگاه شروع خالی مانده بود.[۲۳]
- ^ ۳ – فرناندو آلونسو هشتم شد، اما به دلیل برخورد با پیر گاسلی و خروج از مسیر و کسب برتری، دو جریمه پنج ثانیه‌ای دریافت کرد.[۲۳]
- ^ ۴ – دنیل ریکاردو یازدهم شد، اما به دلیل خروج از مسیر و کسب برتری پنج ثانیه جریمه دریافت کرد.[۲۳]
- ^ ۵ – کوین مگنوسن و سباستین فتل به دلیل گذراندن بیش از ۹۰٪ مسافت مسابقه در جدول رده‌بندی قرار گرفتند.[۲۳]
- ^ ۶ – کوین مگنوسن به دلیل برخورد با لانس استرول پنج ثانیه جریمه دریافت کرد. جایگاه نهایی او تحت تاثیر جریمه قرار نگرفت.[۲۳]

## رده‌بندی قهرمانی پس از مسابقه
جدول رده‌بندی قهرمانی رانندگان
| ت. ج  | جایگاه | راننده       | امتیازات |
| ----- | ------ | ------------ | -------- |
|       | ۱      | شارل لکلرک   | ۱۰۴      |
|       | ۲      | ماکس فرستاپن | ۸۵       |
|       | ۳      | سرجیو پرز    | ۶۶       |
|       | ۴      | جورج راسل    | ۵۶       |
|       | ۵      | کارلوس ساینز | ۵۳       |
| منبع: |        |              |          |

جدول رده‌بندی قهرمانی سازندگان
| ت. ج  | جایگاه | سازنده                | امتیازات |
| ----- | ------ | --------------------- | -------- |
|       | ۱      | فراری                 | ۱۵۷      |
|       | ۳      | ردبول ریسینگ-آربی‌پی‌تی | ۱۵۱      |
|       | ۲      | مرسدس                 | ۹۵       |
|       | ۴      | مک‌لارن-مرسدس          | ۴۶       |
|       | ۵      | آلفارومئو-فراری       | ۳۱       |
| منبع: |        |                       |          |

- یادداشت: فقط پنج رده برتر برای هر دو مجموعه رده‌بندی قرار داده شده است.